# Bíon de Esmirna
Bion de Esmirna foi um poeta bucólico grego do período helenístico que viveu em Esmirna pelos anos 100 AC. Sua obra ‘’’Bucólica’’ é conhecida através de fragmentos que sobreviveram ao tempo. Outra obra atribuída a ele é o ‘’’Lamento por Adonis’’’, composta por 100 hexâmetros marcados por um tom emocional de culto a Adonis.